# 神谷美恵子
神谷 美恵子（かみや みえこ、1914年（大正3年）1月12日 - 1979年（昭和54年）10月22日）は、日本の精神科医。哲学書・文学書の翻訳やエッセイの著者としても知られる。
「戦時中の東大病院精神科を支えた3人の医師の内の一人」、「戦後にGHQと文部省の折衝を一手に引き受けていた」、「美智子皇后の相談役」などの逸話でも知られる。

## 生涯・人物

### 誕生からハンセン病患者との出会いまで
神谷美恵子（結婚前は前田美恵子）は1914年（大正3年）1月12日に内務省職員である父前田多門とその妻房子の長女として岡山市に生まれた。兄弟には兄の陽一の他、後に一男二女が生まれている。父の多門はその年の4月に長崎県の理事官へと転任し、一家は長崎へと転居、翌年には内務省本省勤務となり東京へ転居している。多門は内務省におけるエリート官僚として、外国との折衝を始めとした役職を歴任したため、一家は頻繁に転居している。両親が外国へ出張している際には、兄弟は離ればなれになって親類の家に預けられることもあった。1920年（大正9年）に多門は内務省を退職、東京市助役となり、1921年（大正10年）に一家は大久保百人町に転居した。美恵子は聖心女子学院小学部二年へと編入したが、カトリックにより運営され貴族的な雰囲気を有していたこの学校での生活には違和感を覚えていた。
1923年（大正12年）7月、多門は国際労働機関の日本政府代表に任命され、一家はスイスのジュネーヴへと向かった。美恵子は市内にあるジャン＝ジャック・ルソー教育研究所付属小学校へ編入学した。1年生から6年生までの20人あまりの生徒が一つの教室に集められ、各自の能力に応じた指導を受けていたこの学校で、美恵子は「急に明るくなり、成長した」。この頃両親は二人の結婚式の媒酌人であり当時国際連盟事務次長を務めていた新渡戸稲造と親密に交際しており、彼を尊敬していた両親と同様に美恵子も新渡戸から大きな影響を受けた。しかし、共に貧しい境遇から努力によって身を立ててきた両親の間は不和とは言わないまでも争いが絶えなかったようで、美恵子は長女として幼い頃から家庭に気を配り、父の社交に加わっていたが、後にこのことは大きな負担であったと記している。
1925年（大正14年）には新たに設立されたジュネーヴ国際学校の中学部に入学した。スイス生活が長引く中で、兄妹はフランス語を日常会話においても用いるようになった。後になっても美恵子は「フランス語でものを考えること、読むこと、書くことがいちばんらく」であると語っている。
1926年（大正15年）に12月末に一家は日本に帰国し、翌年の8月に多門は東京市政調査会専務理事として勤務した。美恵子はいったん自由学園に編入学したがそこでの教育になじめず、1927年（昭和2年）9月には成城高等女学校へと転学している。学校の他にアテネ・フランセにおいて語学を、無教会主義に属する伝道師であった叔父の金澤常雄の主催する研究会では聖書を学んでいた。宗教に関しては後にクエーカーへ、さらに晩年には仏教へも興味を示したが、キリスト教に対する関心は生涯失うことはなかった。1932年（昭和7年）に成城高等女学校を卒業後は、兄のすすめで津田英学塾本科に入学した。
1934年（昭和9年）に美恵子は金澤からオルガンの伴奏役としてハンセン病療養所施設の訪問に同行するよう求められた。叔父とともに多磨全生園を訪れた彼女は、ハンセン病患者の病状に強い衝撃を受けた。後に彼女は、ある種の「召命感」と伴に、自分が身を捧げる生涯の目的がはっきりとした、と語っている。
美恵子は、医師としてハンセン病患者に奉仕しようと決意し、東京女子医学専門学校の受験勉強を開始した。彼女の意志を知った両親や津田英学塾の星野塾長はこれを諌め、1935年（昭和10年）に本科を卒業すると塾長の薦めに従い大学部へと進学した。当時の津田の大学部では、数名の生徒に対して西脇順三郎が英語を、玉川直重がラテン語を教えるなど貴重な教育体制が整っていたが、美恵子は「ハンセン病治療に寄与したい」という思いを捨てきれなかった。
彼女は、当時死病であった結核に感染したため、軽井沢へと転地療養に送られたが、組織的な勉強の重要性に気付いた彼女は、その訓練をかねて秋には旧制高校の教授資格である英語科高等教員検定試験に受験し、これに合格している。一旦は病状が収まったものの、翌年に再発し再び療養生活へと入った。死ぬまでに「古典文学を読んでおきたい」とベッドの上で独学に励み、イタリア語でダンテを、ドイツ語でヒルティを、さらに古代ギリシア語で新約聖書を読み進めていった。その中でもマルクス・アウレリウスの『自省録』（ギリシア語）は、彼女の生涯を通しての座右の書となった。結核は医師の薦めで受けた人工気胸術によって完治している。

### 医学への転向
1937年（昭和12年）に発生した盧溝橋事件をきっかけに、大日本帝国陸軍は中国大陸に日本軍を進駐させ、日中戦争が勃発した。これを侵略であると非難する、アメリカ合衆国との外交関係の悪化を懸念した大日本帝国政府は、1938年（昭和13年）ニューヨーク市に、新たに日本文化会館を設けて世論の改善を図ろうとした。当時朝日新聞で論説委員を務めていた多門は、二・二六事件の頃から軍部および特高の注意を引くようになり、これを危惧した友人らの斡旋によって、この施設の初代館長に任命された。以前から渡米の話を持ちかけられていた美恵子も含めた一家は、揃ってニューヨーク市近郊のスカースデールに移住した。美恵子はこの頃にも医学への転向を再三父に申し出ている。父はこれを許さず、彼女はコロンビア大学大学院古典文学科で古典ギリシア文学を学び始めた。
翌年には、フィラデルフィア郊外に存在するクエーカー運営の学寮ペンドル・ヒルで寄宿生活を送り、生涯の友人となる浦口真左と出会っている。医学部進学に対する父の許しを得た美恵子は、1940年（昭和15年）2月からコロンビア大学医学進学課程に入学した。翌年太平洋戦争の勃発を危惧した一家は、父を残して帰国し、美恵子は東京女子医学専門学校本科に編入学した。この頃コロンビアにおいて出会った人物と婚約したと見られるが、すぐにこれは解消された。翌1941年（昭和16年）12月には大日本帝国海軍の真珠湾攻撃によって日米は開戦し、多門はエリス島でしばらく抑留生活を送った後に、第一次交換船で大日本帝国へと帰国した。

### 結婚
1942年（昭和17年）の10月には当時ハンセン病の権威であった太田正雄（木下杢太郎）の研究室を訪問し、さらに卒業前の1943年（昭和18年）には岡山県の長島愛生園で、12日間を過ごして日本のハンセン病治療史における重要人物である、光田健輔と知己となるなど、ハンセン病治療に対する関心はこの頃になっても変わっていない。
友人が精神分裂病を病んでいたことから、精神医学にも興味を持つようになり、1944年（昭和19年）秋に女子医専を卒業すると、東京帝国大学精神科医局へ入局して、内村祐之教授のもとで、精神科医としての教育を開始した。1945年（昭和20年）3月11日の東京大空襲によって、東中野の実家は全焼し、家族がみな疎開するなか、一人で精神科病棟に移り住んで患者の治療に当たった。
8月に日本がポツダム宣言を受諾、多門は東久邇宮内閣において文部大臣に抜擢され、美恵子はその仕事を手伝うために、父の秘書としてGHQとの折衝および文書の翻訳作業などに従事することになった。戦時中の新潟県知事としての勤務を大政翼賛会に関係していたとして咎められた多門は、翌年1月に辞職したが、美恵子はその後も後任の安倍能成大臣の要請で文部省における仕事を続け、事務嘱託の身分でGHQ教育情報部との折衝にあたった。
美恵子の語学の才能が他に代え難かったことから、国務大臣よりも高額の俸給を受け取っていたともいわれる。5月に東京大学へと戻り、東京裁判において東條英機の頭を叩くなどして精神科に収容された大川周明の精神鑑定を手伝っている。東京大学医学部では、ある同僚の若い精神科医から、「ストーカー」的執着を示され、大変困惑していたようである。
7月に、東京帝国大学理学部の講師を務めていた植物学者の神谷宣郎と結婚した。神谷は美恵子と同時期にアメリカ東海岸で研究生活を送っており、同じく植物学を修めていた浦口真左のペンシルベニア大学サイフリッツ研究室における同僚でもあった。
二人は世田谷に新居を構えた後上北沢へと転居し、ここで長男の律が誕生した。結婚後十年ほどの間の暮らしは戦後の物資不足や次男の粟状結核などもあり、極めて苦しいものであった。栄養失調により律の体調が悪化した際にはララ物資による粉ミルクの支給を受けなんとか小康を取り戻した。

### 文筆生活
1949年（昭和24年）に夫の宣郎は大阪大学教授に招聘され一家は大阪へと移った。12月には次男の徹も生まれ、主婦として多忙な生活を送る一方で、以前愛読したマルクス・アウレリウスの『自省録』の翻訳書を創元社から出版した。1950年（昭和25年）に宣郎はペンシルベニア大学に招かれたが美恵子は子供二人とともに大阪にとどまりアテネ・フランセやアメリカン・スクールで語学を教えた。1951年（昭和26年）に宣郎は帰国し一家は芦屋に移り住んだ。結核に感染した次男の治療薬を闇市で手に入れるために、自宅での私塾やカナディアン・アカデミーでフランス語を、1956年（昭和31年）からは神戸女学院大学で非常勤講師として文学を教えた。1954年（昭和29年）に初期のガンが発見されラジウム治療を受けた。
1957年（昭和32年）に、長島愛生園におけるハンセン病患者の精神医学調査を開始した。この業績をもとに1960年（昭和35年）に大阪大学で学位を取得、神戸女学院大学の教授に任命され、さらに1963年（昭和38年）からは母校の津田塾大学教授に就任した。精神医学およびフランス文学などの講義を担当しており、芦屋の家から岡山県と東京を往復する生活を続けている。愛生園での研究や1958年（昭和33年）に京都でおこなわれたゴッホ展を見たことがきっかけとなって、後に『生きがいについて』を構成する文章を書き進めていった。1963年（昭和38年）にはアメリカで研究生活を送っていた宣郎のもとを訪れ、その帰途に同地におけるハンセン病施設および英仏の精神病施設を見学している。スイスではユネスコの政府代表となっていた兄の陽一からミシェル・フーコーを紹介された。
1965年（昭和40年）からは、長島愛生園の精神科医長に就任し、自宅から療養所へと通って治療にあたった。翌1966年（昭和41年）には、第二次世界大戦中に自殺したヴァージニア・ウルフの病跡を調べるため渡英し、夫のレナード・ウルフと面会した。二人はレナードの死まで文通を続けている。この年にみすず書房から『生きがいについて』が出版された。

### 晩年
その後は愛生園での医療に携わる傍らでフーコー、ジルボーグの翻訳、自身の著書の執筆、ウルフの病跡学研究などをおこなった。1972年（昭和47年）に心臓を悪くして以降は、心身に大きな負担を強いていた愛生園での仕事を辞め家庭と執筆を中心として生活したが、晩年の数年は十数回にわたる入退院を繰り返し、1979年（昭和54年）10月、心不全のため、65歳で死去した。

## 家族と友人
両親は共に、その父の代に家が没落した裕福な商家の出身である。父方の祖父は大阪の心斎橋に居を構えていた人物で、才能を元手に大商いを繰り返していたが、その後事業に失敗し多門の結婚した時期は、多門が給料の半分を仕送りしなければならないほどになっていた。母の房子は群馬県富岡の生糸商だった金澤知満太郎の三女で、金澤家は「蔵が7つもある」ほどの富裕者であったが、自由民権運動に参加した父が警察に追われ、さらに借金をしていた人物によって家屋に放火されて一家は無一文となっている。
両者の結婚を仲立ちしたのは、母が給費生として通ったクエーカーの運営する普連土学園の顧問であった新渡戸である。房子は早くからクエーカーの教えを信じ、多門も房子の死後同様にクエーカーとして生活した。二人の性格については、1940年代に美恵子がエルンスト・クレッチマーの類型論に沿って、父を分裂気質、母を循環気質と分析した。
兄の前田陽一はフランス文学者で、東京帝国大学仏文科を卒業後にフランスに十数年留学・駐在した。パスカル『パンセ』の草稿を詳細に解析した研究により著名で、文学に進むきっかけとなったのは、兄妹ともにフランス語を日常会話においても用いていたスイスのインターナショナル・スクールでの教育であった。
戦後は、近世期のフランス文学担当で東京大学教養学部教授に就任した。大江健三郎などのフランス語の教師であった。妹の美恵子については「女性嫌いになりたいのなら、良くできた妹を持つのが一番である」と語っている。
二人の妹はそれぞれソニー創業者井深大、伊藤忠商事の副社長を務めた人物と結婚した。父 多門は後述の野村胡堂と共にソニーの前身である東京通信工業に出資しており、名誉職であるが初代社長を務めた。
美恵子の長男神谷律は父の宣郎と同様に生物学者となった。東大大学院理学系研究科教授、学習院大学理学部客員教授などを務め、藻類がもつ鞭毛の構造および運動機構に関する研究を手掛けている。次男神谷徹は、京都大学理学部で宇宙物理学を修めた（1973年卒業）のち古楽器演奏家となり、リコーダーとユニークなストロー笛の演奏で人気を博している。
宮原安春『神谷美恵子 聖なる声』によれば、美恵子が津田英学塾時代に、結核に感染し死の床にあった野村一彦と婚約したとの噂話の記述がある。二人が極めてプラトニックな恋愛関係にあったことは兄の陽一を含めた関係者の証言から裏付けられているが、二人の婚約については疑わしく、文庫版においては訂正されている。一彦は『銭形平次捕物控』の作者として知られる野村胡堂の長男であり、野村家と前田家は一家ぐるみで交際をしていた。
美恵子の友人でもあった一彦の妹である松田瓊子は、経済史学者松田智雄（のちに東大教授）と結婚したが、23歳の若さで兄と同様に結核によって死去した。死後夫の手によって瓊子が執筆した児童文学に関する研究書が出版された。

## ハンセン病患者からの批判
鈴木禎一は、神谷が精神科医として患者から慕われていた事実を考慮した上で、神谷が強制終身隔離政策を患者にとって恩恵であるとの立場にたっており、光田健輔の影響を超えられなかったこと、管理者側の立場から患者の状態、処遇を見ることが多かったことなどを批判している。

## 文献

### 著作
著作集（みすず書房、1980-1985年）
1. 『生きがいについて』
2. 『人間をみつめて 付・ケベースの絵馬』
3. 『こころの旅 付・本との出会い』
4. 『ヴァジニア・ウルフ研究』[注釈 6]
5. 『旅の手帖より エッセイ集 1』
6. 『存在の重み エッセイ集 2』
7. 『精神医学研究 1』
8. 『精神医学研究 2』
9. 『遍歴』
10. 『日記・書簡集』

補巻 1.『若き日の日記』 新版2014年

補巻 2.『神谷美恵子・浦口真左 往復書簡集』 新版1999年
【神谷美恵子コレクション】みすず書房、2004-2005年
1. 『生きがいについて』 ISBN 4622081814
2. 『人間をみつめて』 ISBN 4622081822
3. 『こころの旅』 ISBN 4622081830
4. 『遍歴』 ISBN 4622081849
5. 『本、そして人』 ISBN 4622081857

生前刊行
- 『生きがいについて』 みすず書房、1966年
- 『人間をみつめて』 朝日新聞社、1971年、朝日選書（新版）、1974年（再版多数）
- 『極限のひと 病める人とともに』 ルガール社、1973年
- 『こころの旅』 日本評論社、1974年、ISBN 4535981035
- 『神谷美恵子 エッセイ集』 ルガール社（全2冊）、1977年

「教育・人物篇」、「いのち・らい・精神医療」
- 『精神医学と人間 精神医学論文集』 ルガール社、1978年

新版
- 『うつわの歌』 みすず書房、1989年、新版2014年 ISBN 4622078589。訳詩集ほか
- 『ケアへのまなざし』 みすず書房〈始まりの本〉、2013年、新版2019年 ISBN 462208838X
- 『神谷美恵子 いのちのよろこび』 〈人生のエッセイ4〉日本図書センター、2000年。選文集
- 『神谷美恵子日記』 角川文庫、2002年、新版2013年。ISBN 4043617011
- 『人間をみつめて』 河出書房新社、2014年 新書判／河出文庫、2025年6月。ISBN　978-4309421841
- 『神谷美恵子 島の診療記録から』 平凡社、2017年。ISBN 4582531628。選書判

### 学位論文データベース
- 神谷美恵子「癩に関する精神医学的研究」NAID 500000482523

大阪大学により1960年2月3日、受理。医学博士。

### 翻訳
- マルクス・アウレーリアス 『自省録』 岩波文庫、初版1956年、改版2007年 ISBN 4003361016[注釈 8]
- グレゴリー・ジルボーグ 『医学的心理学史』 みすず書房、初版1958年、ISBN 4622022001
- ミシェル・フーコー 『臨床医学の誕生』 みすず書房、初版1969年、新版〈始まりの本〉、2011年、ISBN 4622083418
- ミシェル・フーコー 『精神疾患と心理学』 みすず書房、初版1970年、新版2016年、ISBN 4622079925
- ヴァージニア・ウルフ 『ある作家の日記』 みすず書房、新版[注釈 9]2020年、ISBN 4622089203
- ハリール・ジブラーン 『ハリール・ジブラーンの詩』 角川文庫、2003年、ISBN 404361702X

### Pubmedより
- Virginia Woolf. An outline of a study on her personality, illness and work. Kamiya M. Confin Psychiatr. 1965;8(3):189-205.
- The existence of a man placed in a limitsituation. An anthropological analysis of a paranoid case in a leprosarium. KAMIYA M. Confin Psychiatr. 1963;6:15-52.
- Psychiatric studies on leprosy. KAMIYA M. Folia Psychiatr Neurol Jpn. 1959 Jul;13:143-73.

## 評論・伝記
- 『神谷美恵子 人としごと』 みすず書房「著作集 別巻」、1983年
- 『神谷美恵子の世界』 みすず書房編集部編、2004年。ISBN 4622081865。アルバム＋回想評伝（上記の一部を収録）
- 江尻美穂子[注釈 10] 『神谷美恵子 人と思想』 清水書院、1995年、ISBN 4389411365
  - 新装版 『神谷美恵子 人と思想』 清水書院、2015年、ISBN 978-4389421366
- 宮原安春 『神谷美恵子 聖なる声』 講談社、1997年、ISBN 4062087154
  - 宮原安春 『神谷美恵子 聖なる声』 文藝春秋〈文春文庫〉、2001年、ISBN 4167656116
- 太田雄三 『喪失からの出発 神谷美恵子のこと』 岩波書店、2001年、ISBN 4000237012
- 太田愛人 『神谷美恵子 若きこころの旅』 河出書房新社、2003年、ISBN 4309015247
- 『総特集 生誕100年 神谷美恵子 「生きがい」は「葛藤」から生まれる。』 河出書房新社〈KAWADE夢ムック〉、2014年、ISBN 4309978452
- 野村一彦 『会うことは目で愛し合うこと、会わずにいることは魂で愛し合うこと。神谷美恵子との日々』[注釈 11]、住川碧編、港の人（販売新宿書房）、2002年、ISBN 4880082791
- 『人生は生きがいを探す旅 神谷美恵子の言葉』 三笠書房、2017年、ISBN 4837926754。日野原重明監修、写真・語句での紹介
- 若松英輔 『「生きがい」と出会うために　神谷美恵子のいのちの哲学』 NHK出版、2021年。元は「100分de名著」放送テキスト